# William Rootes, 1. Baron Rootes
William „Billy“ Edward Rootes, 1. Baron Rootes (* 17. August 1894 in Hawkhurst, Kent; † 12. Dezember 1964) war ein britischer Automobilindustrieller.

## Leben
Nach der Schulausbildung an der Cranbrook School war er zunächst als Automobilverkäufer tätig, ehe er 1917 zusammen mit seinem Bruder Reginald "Reggie" Rootes damit begann, bestehende Automobilfabriken aufzukaufen. Durch den Kauf der Automarken Humber 1931, Hillman, sowie Sunbeam und Clement Talbot 1935 wuchs das Unternehmen unter dem Namen Rootes Group zum größten Autoproduktions- und Vertriebs-Unternehmen Großbritanniens. Der Erwerb des Automobilherstellers Singer 1955 markierte schließlich den Höhepunkt der Firmenfusionen. Billy Rootes blieb bis zu seinem Tode 1964 Vorstandsvorsitzender (Chairman) der Rootes Group.
1959 wurde er als Baron Rootes, of Ramsbury in the County of Wiltshire, in den erblichen Adelsstand erhoben und wurde damit auch bis zu seinem Tode Mitglied des House of Lords. Die wirtschaftlichen Schwierigkeiten der Rootes Group, die 1967 zur Übernahme des Unternehmens durch die Chrysler Corporation führten, erlebte Baron Rootes allerdings nicht mehr.

## Zitat
Die Zusammenarbeit mit seinem Bruder Reginald Rootes beschrieb er wie folgt:
“I’m the engine, while my brother was the steering and the brakes.”
(„Ich bin der Motor, während mein Bruder die Steuerung und die Bremsen war.“)